# Liste de philosophes des sciences
Cette liste de philosophes des sciences (non exhaustive) regroupe des philosophes ayant contribué à la philosophie des sciences.

## A–C
- Alhazen
- Mariano Artigas (en)
- Alfred Jules Ayer
- R. B. Braithwaite
- Gaston Bachelard
- Francis Bacon
- Roger Bacon
- John Beatty (en)
- Max Bense
- George Berkeley
- Cristina Bicchieri (en)
- Michel Bitbol
- Max Black
- Niels Bohr
- Richard Boyd
- C. D. Broad
- Harvey Brown (en)
- James Robert Brown
- Gerd Buchdahl (en)
- Mario Bunge
- Edwin Arthur Burtt (en)
- Matteo Campani-Alimenis (en)
- Georges Canguilhem
- Rudolf Carnap
- Nancy Cartwright
- Jean Cavaillès
- Charles Chihara
- Auguste Comte

## D–G
- Lindley Darden (en)
- Daniel Dennett
- René Descartes
- John Dewey
- Hugo Dingler (en)
- Walter Dubislav (en)
- Pierre Duhem
- John Dupré
- John Earman
- Brian David Ellis (en)
- Claus Emmeche (en)
- Empédocle
- Epicurus
- Paul Feyerabend
- Arthur Fine (en)
- Ludwik Fleck
- Philipp Frank
- Michael Friedman
- Steve Fuller
- Galilée
- Jerzy Giedymin
- Ronald Giere (en)
- John Gough (en)
- Edward Grant
- James R. Griesemer (en)
- Robert Grossetête
- Adolf Grünbaum
- Dominicus Gundissalinus

## H–L
- Ian Hacking
- Paul Haeberlin
- Norwood Russell Hanson
- Horace Romano Harré (en)
- Friedrich Hayek
- Werner Heisenberg
- Carl Gustav Hempel
- Mary Hesse
- Boris Hessen
- Gerald Holton
- David Hull
- David Hume
- Edmund Husserl
- Vladimir Hütt
- Don Ihde (en)
- Karl Jaspers
- Edward Jones-Imhotep (en)
- Friedrich Kambartel (en)
- Emmanuel Kant
- Bonifaty Kedrov (en)
- Evelyn Fox Keller
- Robert Kilwardby
- Philip Kitcher
- Alexandre Koyré
- Thomas Samuel Kuhn
- Imre Lakatos
- Ervin László
- Larry Laudan
- Dominique Lecourt
- Peter Lipton (en)
- Elisabeth Lloyd
- Helen Longino

## M–R
- Ernst Mach
- Henry Margenau (en)
- John Stuart Mill
- Philip Mirowski
- Sandra Mitchell (en)
- Taketani Mitsuo (en)
- Jesús Mosterín
- Yoichiro Murakami (en)
- Ernest Nagel
- Otto Neurath
- Isaac Newton
- William Newton-Smith (en)
- Ilkka Niiniluoto
- Arthur Pap (en)
- David Papineau
- Roger Penrose
- Jordi Pigem
- Henri Poincaré
- Michael Polanyi
- Karl Popper
- Hilary Putnam
- Willard Van Orman Quine
- Frank P. Ramsey
- Jerome Ravetz (en)
- Rupert Read
- Hans Reichenbach
- Kurt Riezler
- Louis Rougier
- Sherrilyn Roush (en)
- Michael Ruse

## S–Z
- Wesley C. Salmon (en)
- Moritz Schlick
- Michael Scriven
- Neven Sesardic (en)
- Abner Shimony (en)
- Wolfgang Smith
- Elliott Sober
- Herbert Spencer
- David N. Stamos (en)
- Kyle Stanford (en)
- Wolfgang Stegmüller
- David Stenhouse (en)
- Gunther Stent (en)
- David Stove (en)
- Patrick Suppes (en)
- Richard Swinburne
- Thucydide
- Michel Tibon-Cornillot
- Mary Tiles
- Roberto Torretti (en)
- Stephen Toulmin
- Nancy Tuana
- Raimo Tuomela (en)
- Bas van Fraassen
- Carl Friedrich von Weizsäcker
- Jules Vuillemin
- John W. N. Watkins (en)
- William Whewell
- Alfred North Whitehead
- Phillip H. Wiebe (en)
- Wilhelm Windelband
- Wilhelm Wundt
- Alison Wylie